# 전산사회학
전산사회학은 컴퓨터를 이용해 사회현상을 분석하는, 새롭게 등장한 사회학의 한 분야이다.

## 같이 보기
- 예측 분석